# فهرست بازیگران زن ایتالیایی
این فهرست بازیگران زن ایتالیایی (انگلیسی: List of Italian actresses) است، از جمله هنرمندان کشورهای دیگر که به‌طور شاخص در صنعت فیلم ایتالیا فعالیت داشته‌اند و بازیگران زن ایتالیایی که در خارج از این کشور هستند. این فهرست شامل تمام بازیگران زن در رده:بازیگران زن اهل ایتالیا است.
فهرست زیر بر اساس حروف الفبای فارسی و بر طبق نام خانوادگی مرتب شده‌اند.

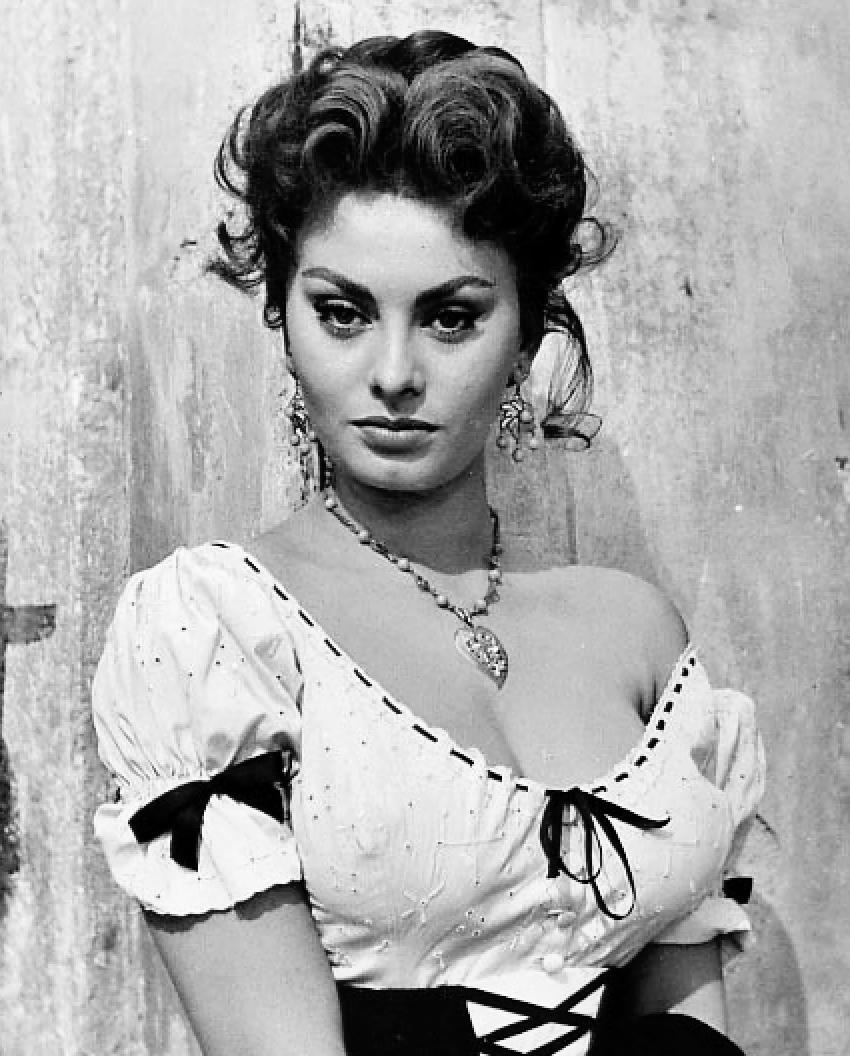
سوفیا لورن در سال ۱۹۵۵

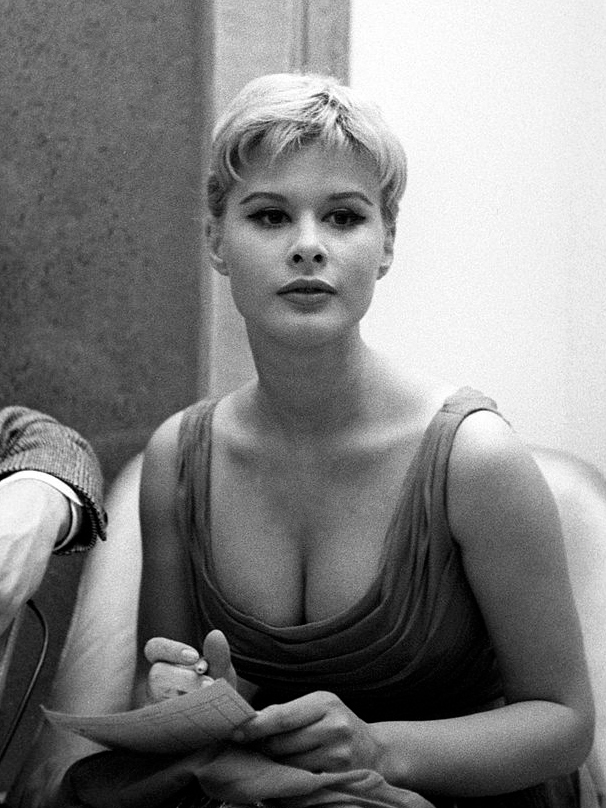
ماریسا آلاسیو در سال ۱۹۵۷

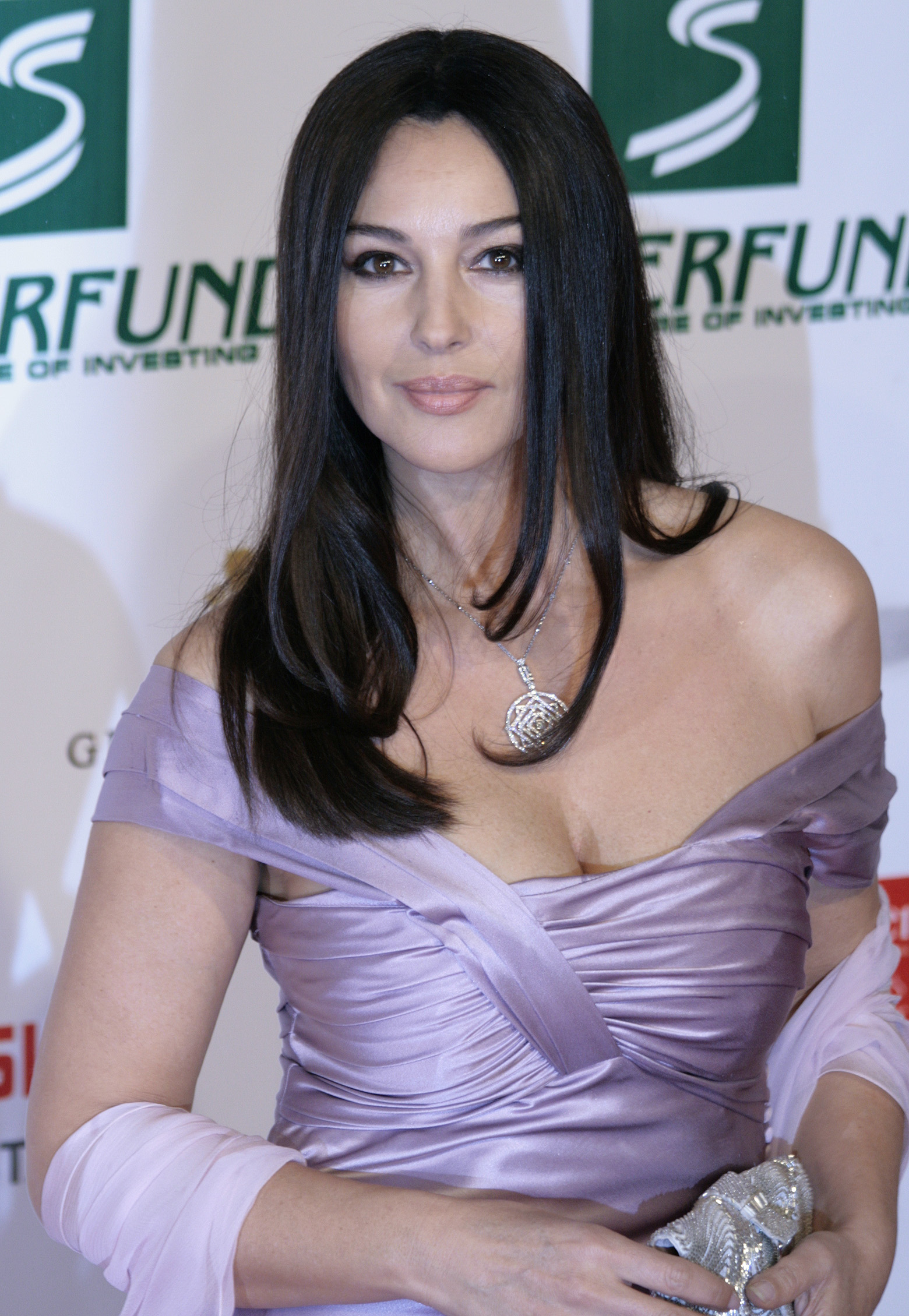
مونیکا بلوچی

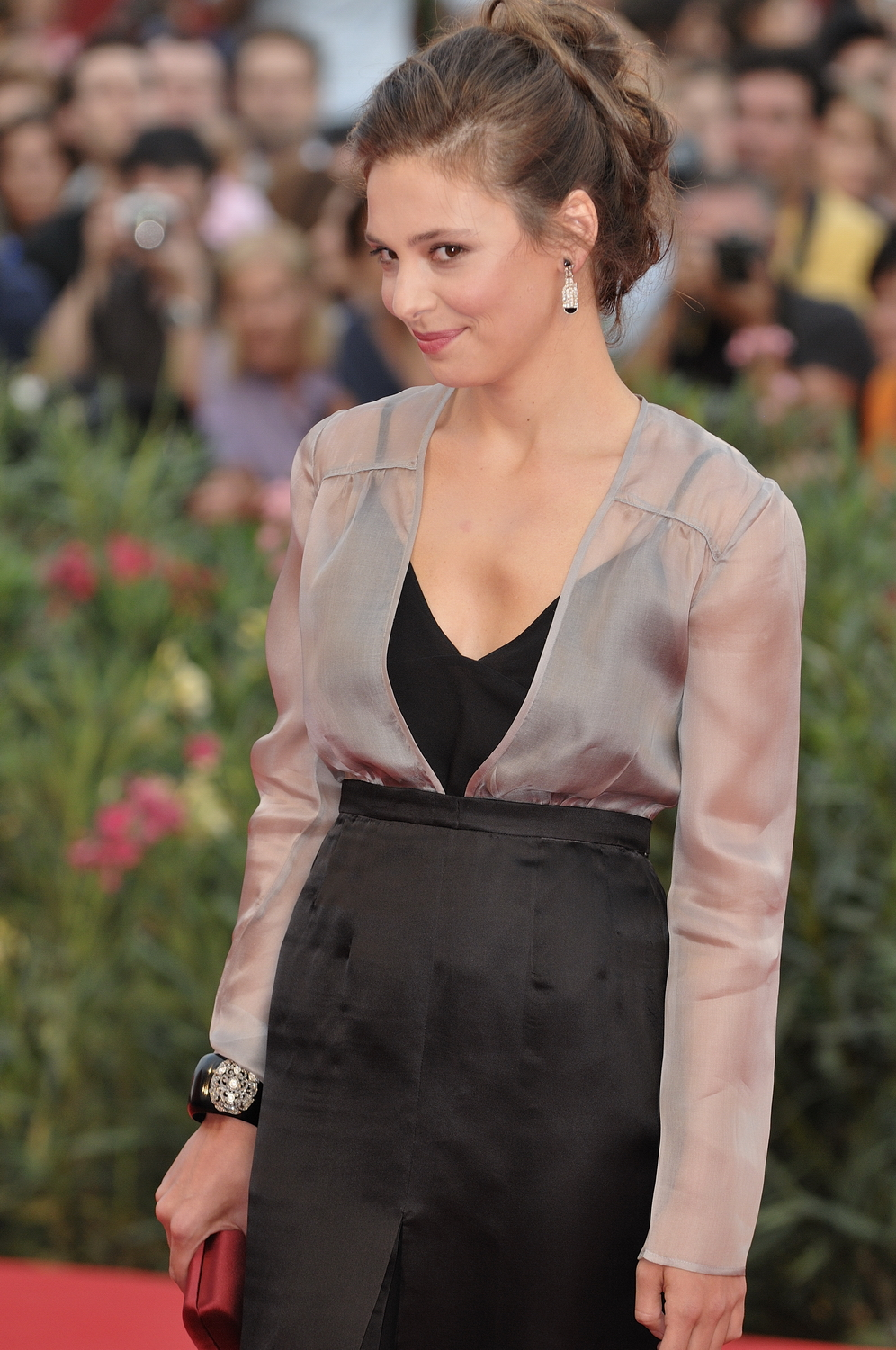
یاسمینه ترینکا

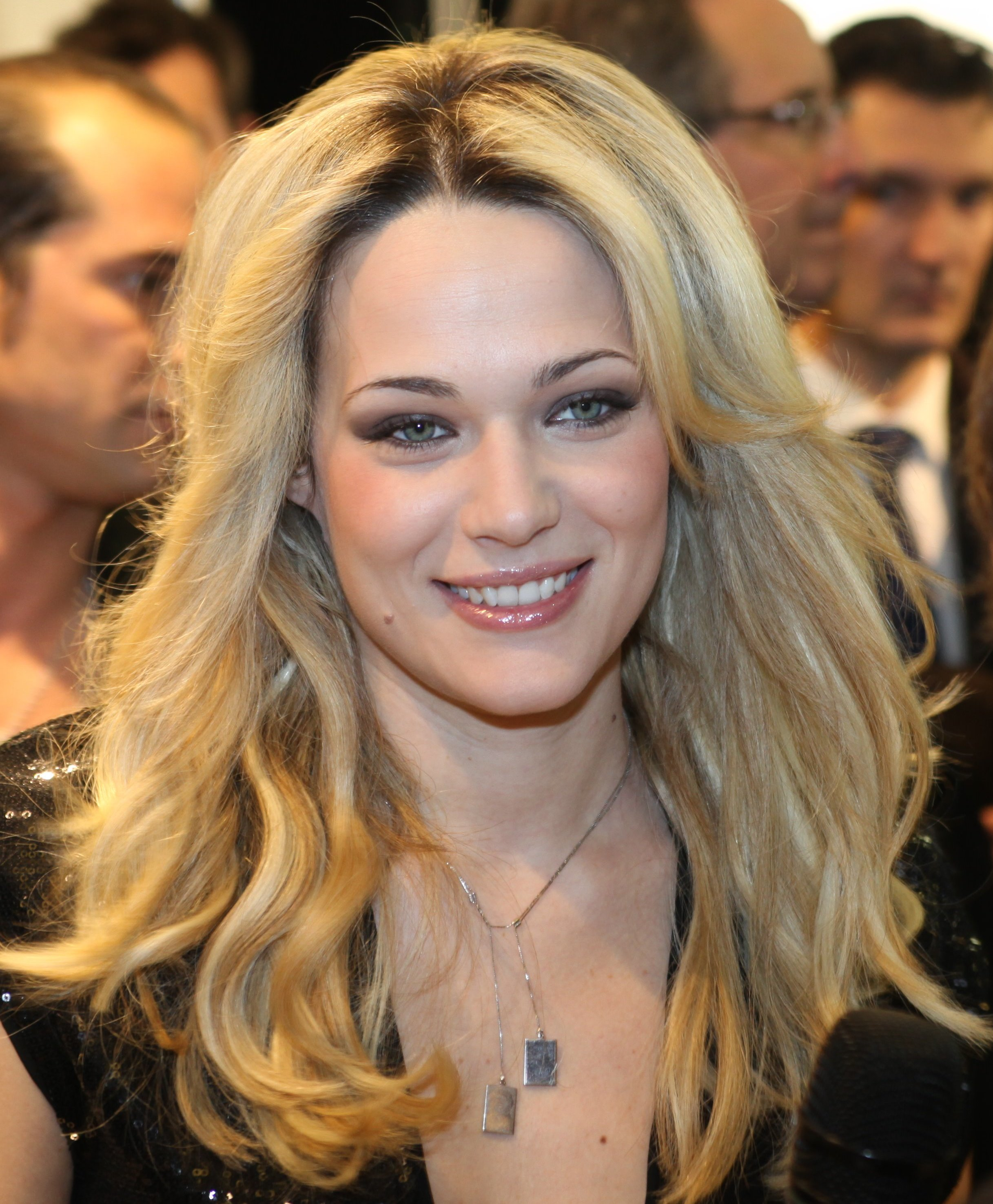
لورا چیاتی

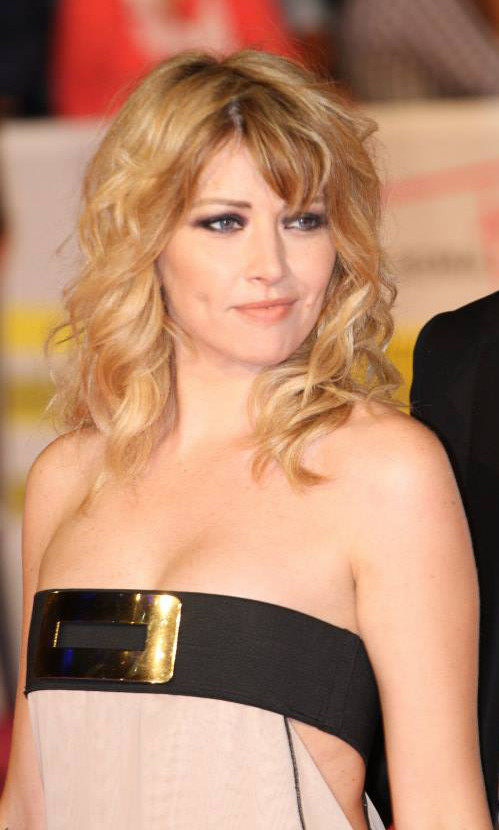
لوردانا کاناتا

## آ
- چله آبا (۱۹۰۶–۱۹۲۲)
- مارتا آبا (۱۹۰۰–۱۹۸۸)
- لائورا آدانی (۱۹۱۳–۱۹۹۶)
- ایزابل آدریانی (زادهٔ ۱۹۷۲)
- لوچیلا آگوستی (زادهٔ ۱۹۷۸)
- جانت آگرن (زادهٔ ۱۹۴۹) (بازیگر سوئدی که به‌طور عمده در ایتالیا فعالیت داشت)
- مارچلا آلبانی (۱۹۰۱–۱۹۵۹)
- آنا ماریا آلبرگتی (زادهٔ ۱۹۳۶)
- لیدیا آلفونسی (۱۹۲۸–۲۰۲۲)
- ماریسا آلاسیو (زادهٔ ۱۹۳۶)
- ایرنه آلویسی (۱۹۲۵–۱۹۸۰)
- النا آلتیری (۱۹۱۰–۱۹۹۷)
- لیا آماندا (زادهٔ ۱۹۳۲)
- آدریانا آمبزی
- آنا آمیراتی (زادهٔ ۱۹۷۹)
- پیر آنجلی (۱۹۳۲–۱۹۷۱)
- ادی آنجلیلو (زادهٔ ۱۹۶۱)
- لوچانا آنجولیلو (۱۹۲۵–۲۰۱۴)
- آمبرا آنجولینی (زادهٔ ۱۹۷۷)
- رزینا آنسلمی (۱۸۸۰–۱۹۶۵)
- لائورا آنتونلی (۱۹۴۱–۲۰۱۵) (پولا، ایتالیا: در حال حاضر پولا، کرواسی)
- مانوئلا آرکوری (زادهٔ ۱۹۷۷)
- آزیا آرجنتو (زادهٔ ۱۹۷۵)
- آلبا آرنووا (۱۹۳۰–۲۰۱۸)
- آدریانا آستی (زادهٔ ۱۹۳۱)
- آنتونلا آتیلی (زادهٔ ۱۹۶۳)
- سرنا آئوتیری (زادهٔ ۱۹۷۶)
- میمی آیلمر (۱۸۹۶–۱۹۹۲)
- ماریا آنتونیتا بلوتزی (۱۹۳۰–۱۹۹۷)

## الف
- جِین الکساندر (زادهٔ ۱۹۷۲)
- لائورا افریکیان (زادهٔ ۱۹۴۰)
- آنتونلا الیا (زادهٔ ۱۹۶۳)
- کاترین اسپاک (۱۹۴۵–۲۰۲۲)
- ایلونا استالر (زادهٔ ۱۹۵۱)
- سیمونتا استفانلی (زادهٔ ۱۹۵۴)
- مارتینا استلا (زادهٔ ۱۹۸۴)
- فرانکا اسکانیه‌تی (۱۹۲۴–۱۹۹۹)
- دلیا اسکالا (۱۹۲۹–۲۰۰۴)
- جیا اسکالا (۱۹۳۴–۱۹۷۲) (بازیگر ایتالیایی-ایرلندی)
- تکلا اسکارانو (۱۸۹۴–۱۹۷۸)
- کارمن اسکارپیتا (۱۹۳۳–۲۰۰۸)
- مونیکا اسکاتینی (۱۹۵۶–۲۰۱۵)
- روزانا اسکیافینو (۱۹۳۹–۲۰۰۹)
- ایلاریا اوکینی (۱۹۳۴–۲۰۱۹)
- ماریا رزاریا اوماجو (زادهٔ ۱۹۵۴)
- لیانا اورفی (زادهٔ ۱۹۳۷)
- مویرا اورفی (۱۹۳۱–۲۰۱۵)
- آنا اورسو (۱۹۳۸–۲۰۱۲)
- جولیا الترا گوریتی (زادهٔ ۱۹۸۸)
- واندا اوزیریس (۱۹۰۵–۱۹۹۴)
- فرانچسکا اینائودی (زادهٔ ۱۹۷۷)
- آنابلا اینکنتررا (۱۹۴۳–۲۰۰۴)
- زوئی اینکروچی (۱۹۱۷–۲۰۰۳)
- لورنتسا ایندووینا (زادهٔ ۱۹۶۶)
- آدریانا اینوچنتی (۱۹۲۶–۲۰۱۶)
- سابرینا ایمپاچاتوره (زادهٔ ۱۹۶۸)
- اسپریا (۱۸۸۵–۱۹۵۹)
- استفانیا اورسولا گارلو (زادهٔ ۱۹۶۳)

## ب
- مارگریتا بانی (۱۹۰۲–۱۹۶۰)
- ویرجینیا بالیستریری (۱۸۸۸–۱۹۶۰)
- رافائلا باراکی (زادهٔ ۱۹۶۴)
- پائولا بارال (زادهٔ ۱۹۶۷)
- پائولا باربارا (۱۹۱۲–۱۹۸۹)
- ایزا بارزیتزا (زادهٔ ۱۹۲۹)
- لویزلا بگی (۱۹۲۲–۲۰۰۶)
- آلیچه بلا گامبا (زادهٔ ۱۹۸۷)
- آگوستینا بلی (زادهٔ ۱۹۴۹)
- لائورا بلی (زادهٔ ۱۹۴۷)
- ماریسا بلی (زادهٔ ۱۹۳۳)
- ایزا بلینی (۱۹۲۲–۲۰۲۱)
- مونیکا بلوچی (زادهٔ ۱۹۶۴)
- میکلا بلمونته (۱۹۲۵–۱۹۷۸)
- ویتوریو بلودره (زادهٔ ۱۹۷۲)
- فمی بنوسی (زادهٔ ۱۹۴۵) (متولد رووینی ایتالیا، رووینی کنونی جزو کشور کرواسی)
- سونیا برگاماسکو (زادهٔ ۱۹۶۶)
- گایا برمانی آمارال (زادهٔ ۱۹۸۰)
- مارا برنی (زادهٔ ۱۹۳۲)
- مارینا برتی (۱۹۲۴–۲۰۰۲)
- فرانچسکا برتینی (۱۸۹۲–۱۹۸۵)
- لائورا بتی (۱۹۲۷–۲۰۰۴)
- فرانکا بتوئیا (زادهٔ ۱۹۳۶)
- جولیا بویلاکوئا (زادهٔ ۱۹۷۹)
- ایزابلا بیاجینی (۱۹۴۰–۲۰۱۸)
- دنیلا بیانکی (زادهٔ ۱۹۴۲)
- رجینا بیانکی (۱۹۲۱–۲۰۱۳)
- کاترینا بیانکونلی (۱۶۶۵–۱۷۱۶)
- کلارا بیندی (زادهٔ ۱۹۲۷)
- اولگا بیسرا (زادهٔ ۱۹۴۴)
- اریکا بلانک (زادهٔ ۱۹۴۲)
- دلیا بوکاردو (زادهٔ ۱۹۴۸)
- انریکا بوناکورتی (زادهٔ ۱۹۴۹)
- آنا بونایووتو (زادهٔ ۱۹۵۰)
- لوییزلا بونی (زادهٔ ۱۹۳۵)
- کاترینا بوراتو (۱۹۱۵–۲۰۱۰)
- پائولا بوربونی (۱۹۰۰–۱۹۹۵)
- لیدا بورلی (۱۸۸۴–۱۹۵۹)
- سیمونا بوریونی (زادهٔ ۱۹۷۱)
- جولیا بوسکی (زادهٔ ۱۹۶۲)
- لوچا بوزه (۱۹۳۱–۲۰۲۰)
- لیو بوزیزیو (زادهٔ ۱۹۳۶)
- سیلویا بوتینی (زادهٔ ۱۹۸۱)[۱]
- برونلو بووو (۱۹۳۲–۲۰۱۷)
- ایلیونورا بریلیادوری (زادهٔ ۱۹۶۰)
- نانسی بریلی (زادهٔ ۱۹۶۴)
- لی‌لا برینیونه (۱۹۱۳–۱۹۸۴)
- مرچدس برینیونه (۱۸۸۵–۱۹۶۷)
- لیدیا برکولینو (زادهٔ ۱۹۵۸)
- باربارا بوشه (زادهٔ ۱۹۴۳) (بازیگر کشور جمهوری چک که در ایالات متحده آمریکا بزرگ شده‌است؛ به‌طور عمده در فیلم‌های ایتالیایی در حال فعالیت است)
- نیکولتا براسچی (زادهٔ ۱۹۶۰)
- ولری برونی تدسکی (زادهٔ ۱۹۶۴)
- مارگریتا بوی (زادهٔ ۱۹۶۲)

## پ
- لئا پادووانی (۱۹۲۰–۱۹۹۱)
- آلیچه پاگانی (زادهٔ ۱۹۹۸)
- آندرئینا پانیانی (۱۹۰۶–۱۹۸۱)
- گابریلا پالوتا (زادهٔ ۱۹۳۸۵)
- کیکی پالمر (۱۹۰۷–۱۹۴۹)
- دولوریس پالومبو (۱۹۱۲–۱۹۸۴)
- لوچانا پالوتزی (زادهٔ ۱۹۳۷)
- سیلوانا پامپانینی (۱۹۲۵–۲۰۱۶)
- الساندرو پانارو (۱۹۳۹–۲۰۱۹)
- کلاودیا پاندولفی (زادهٔ ۱۹۷۴)
- جرمانا پائولیری (۱۹۰۶–۱۹۹۸)
- آلبا پاریتی (زادهٔ ۱۹۶۱)
- الی پاروو (۱۹۱۵–۲۰۱۰)
- ماریسا پاوان (زادهٔ ۱۹۳۲)
- ریتا پاوونه (زادهٔ ۱۹۴۵)
- آمالیا پلگرینی (۱۸۷۳–۱۹۵۸)
- اینس پلگرینی (زادهٔ ۱۹۵۴)
- پاتریتسیا پلگرینو (زادهٔ ۱۹۶۲)
- دینا پربلینی (۱۹۰۱–۱۹۸۴)
- دیدی پرگو (۱۹۳۵–۱۹۹۳)
- تینا پیکا (۱۸۸۴–۱۹۶۸)
- اوتاویا پیکولو (زادهٔ ۱۹۴۹)
- گلوریا پیه‌دیمونته (۱۹۵۵–۲۰۲۲)
- پیر آنجلی (۱۹۳۲–۱۹۷۱)
- آنیا پیرونی (زادهٔ ۱۹۵۷)
- سیسیلیا پیلادو (زادهٔ ۱۹۶۶)
- تیتسیانا پینی (زادهٔ ۱۹۵۸)
- رزیتا پیزانو (۱۹۱۹–۱۹۷۵)
- پائولا پیتاگورا (زادهٔ ۱۹۴۱)
- نیلا پیزی (۱۹۱۹–۲۰۱۱)
- ویولانته پلاچیدو (زادهٔ ۱۹۷۶)
- روسانا پودستا (۱۹۳۴–۲۰۱۳)
- دانیلا پوجی (زادهٔ ۱۹۵۴)
- ایسا پولا (۱۹۰۹–۱۹۸۴)
- لوسیا پولی (زادهٔ ۱۹۴۰)
- لینا پولیتو (زادهٔ ۱۹۵۴)
- آدا پومتی (زادهٔ ۱۹۵۵)
- آنتونلا پونزیانی (زادهٔ ۱۹۶۴)
- بندتا پورکارولی (زادهٔ ۱۹۹۸)
- رومینا پاور (زادهٔ ۱۹۵۱)
- الیزابتا پوتزی (زادهٔ ۱۹۵۵)
- موانا پوتسی (۱۹۶۱–۱۹۹۴)
- تئا پراندی (۱۹۲۲–۱۹۶۱)
- پاملا پراتی (زادهٔ ۱۹۵۸)
- آنا پروکلمر (۱۹۲۳–۲۰۱۳)
- کارین پروئیا (زادهٔ ۱۹۷۴)
- ویتوریا پوچینی (زادهٔ ۱۹۸۱)
- ماریا پیا کازیلیو (۱۹۳۵–۲۰۱۲)

## ت
- باربارا تابیتا (زادهٔ ۱۹۷۵)
- فرانکا تامانتینی (۱۹۳۱–۲۰۱۴)
- جنی تامبوری (۱۹۵۲–۲۰۰۶)
- لیا تانتسی (زادهٔ ۱۹۴۸)
- رناتا تبالدی (۱۹۲۲–۲۰۰۴)
- پائولا تدسکو (زادهٔ ۱۹۵۲)
- لیلیانا تلینی (۱۹۲۵–۱۹۷۱)
- رزتا توفانو (۱۹۰۲–۱۹۶۰)
- ماریلو تولو (زادهٔ ۱۹۴۴)
- مریسا تومی (زادهٔ ۱۹۶۴)
- دیانا توریه‌ری (۱۹۱۳–۲۰۰۷)
- لورا تروسچل (۱۹۴۴–۲۰۱۶)
- یاسمینه ترینکا (زادهٔ ۱۹۸۱)
- فاتیما تروتا (زادهٔ ۱۹۸۶)
- لوچانا تورینا (زادهٔ ۱۹۴۶)
- پائولا تیتسیانا کروچانی (زادهٔ ۱۹۵۸)

## ج
- ایرنه جنا (۱۹۳۱–۱۹۸۶)
- لینا جناری (۱۹۱۱–۱۹۹۷)
- کلاودیا جرینی (زادهٔ ۱۹۷۱)
- گایا جرمانی (۱۹۴۲–۲۰۱۹)
- والریا جانگوتینی (زادهٔ ۱۹۴۵)
- گابریلا جاکوبه (۱۹۲۳–۱۹۷۹)
- پیا جانکارو (زادهٔ ۱۹۵۰)
- ویوی جوی (۱۹۱۷–۱۹۷۵)
- ماتیلده جولی (زادهٔ ۱۹۸۹)
- دانیلا جوردانو (زادهٔ ۱۹۴۶)
- دومیتسیانا جوردانو (زادهٔ ۱۹۵۹)
- ماری‌آنجلا جوردانو (۱۹۳۷–۲۰۱۱)
- گابریلا جورجلی (زادهٔ ۱۹۴۱)
- الئونورا جورجی (زادهٔ ۱۹۵۳)
- ماریا جووانا المی (زادهٔ ۱۹۴۰)

## چ
- ساندرا چکارلی (زادهٔ ۱۹۶۷)
- ایرنه چفارو (زادهٔ ۱۹۳۵)
- پینا چئی (۱۹۰۴–۲۰۰۰)
- رزالیندا چلنتانو (زادهٔ ۱۹۶۸)
- آتینا چنچی (زادهٔ ۱۹۴۶)
- والنتینا چروی (زادهٔ ۱۹۷۶)
- میکائلا چسکون (زادهٔ ۱۹۷۱)
- لورا چیاتی (زادهٔ ۱۹۸۲)
- الوییسا چانی (زادهٔ ۱۹۳۲)
- گلدیس چینکوئه (زادهٔ ۱۹۸۵)
- جیلیولا چینکوئتی (زادهٔ ۱۹۴۷)

## د
- میلی دابراچو (زادهٔ ۱۹۶۴)
- روبی دالما (۱۹۰۶–۱۹۹۴)
- فرانچسکا دالویا (زادهٔ ۱۹۶۳)
- میرلا دآنجلو (زادهٔ ۱۹۵۶)
- اما دانیلی (۱۹۳۶–۱۹۹۸)
- ایزا دنیلی (زادهٔ ۱۹۳۷)
- توسکا داکوئینو (زادهٔ ۱۹۶۶)
- چچیلیا داتسی (زادهٔ ۱۹۶۹)
- تیتینا ده فیلیپو (۱۸۹۸–۱۹۶۵)
- السا د جورجی (۱۹۱۴–۱۹۹۷)
- پی‌یرا دلی اسپوستی (۱۹۳۸–۲۰۲۱)
- لیانا دل بالتسو (۱۸۹۹–۱۹۸۲) (متولد بوئنوس آیرس، آرژانتین)
- ماریسا دل فراته (۱۹۳۱–۲۰۱۵)
- فرانچسکا دلارا (زادهٔ ۱۹۶۵)
- کارلا دل پوجو (۱۹۲۵–۲۰۱۰)
- لورلا د لوکا (۱۹۴۰–۲۰۱۴)
- والنتین دمی (زادهٔ ۱۹۶۳)
- باربارا د روسی (زادهٔ ۱۹۶۰)
- تینا د مولا (۱۹۲۳–۲۰۱۲)
- چینتسیا د پونتی (زادهٔ ۱۹۶۰)
- دینا د سانتیس (زادهٔ ۱۹۴۳)
- ارکیده‌آ د سانتیس (زادهٔ ۱۹۴۸)
- فرانچسکا د ساپیو (زادهٔ ۱۹۴۵)
- جولیانا دسیو (زادهٔ ۱۹۵۶)
- رزماری دکستر (۱۹۴۴–۲۰۱۰)
- آیدا دی بندتو (زادهٔ ۱۹۴۵)
- دالیا دی لاتسارو (زادهٔ ۱۹۵۳)
- ایراسما دیلیان (۱۹۲۴–۱۹۹۶) (بازیگر لهستانی متولد شده در ریو دو ژانیرو، برزیل)
- روسانا دی لورنتسو (۱۹۳۸–۲۰۲۲)
- ماتیلده دی مارتسیو
- سیلویا دیونیزیو (زادهٔ ۱۹۵۱)
- میریام دی سان سرولو (۱۹۲۳–۱۹۹۱)
- والریا دوبیچی (زادهٔ ۱۹۵۲)
- فرانکا دومینیچی (۱۹۰۷–۱۹۹۹)
- آدا دوندینی (۱۸۸۳–۱۹۵۸)
- بیانکا دوریا (۱۹۱۵–۱۹۸۵)
- دری دوریکا (۱۹۱۳–۱۹۹۶)
- آنیتا دورانته (۱۸۹۷–۱۹۹۴)
- دوریس دورانتی (۱۹۱۷–۱۹۹۵)
- باربارا دورسو (زادهٔ ۱۹۵۷)
- الئونورا دوزه (۱۸۵۸–۱۹۲۴)
- الساندرا د روسی (زادهٔ ۱۹۸۴) (بازیگر ایتالیایی-فیلیپینی)
- اسونتا د روسی (زادهٔ ۱۹۸۳) (بازیگر ایتالیایی-فیلیپینی)

## ر
- فرانچسکا رومانا کولوتسی (۱۹۴۳–۲۰۰۹)
- لوئیزا روسی (۱۹۲۵–۱۹۸۴)
- الئونورا روسی دراگو (۱۹۲۵–۲۰۰۷)
- جولیا روبینی (زادهٔ ۱۹۳۵)
- لئونورا روفو (۱۹۳۵–۲۰۰۷)
- ایزابل روسینووا (زادهٔ ۱۹۶۰)
- آدریانا روسو (زادهٔ ۱۹۵۴)
- کارمن روسو (زادهٔ ۱۹۵۹)
- جودیتا ریسونه (۱۸۹۵–۱۹۷۷)
- ایزابلا ریوا (۱۸۸۷–۱۹۸۵)
- لوئیزا ریولی (زادهٔ ۱۹۳۰)
- نیکولتا ریتسی (۱۹۴۰–۲۰۱۰)
- آنا ماریا ریتزولی (زادهٔ ۱۹۵۱)
- اوا رابینز (زادهٔ ۱۹۵۸)
- دانیلا روکا (۱۹۳۷–۱۹۹۵)
- ماریا لائورا روکا (۱۹۱۷–۱۹۹۹)
- استفانیا روکا (زادهٔ ۱۹۷۱)
- لایلا روکو (۱۹۳۳–۲۰۱۵)
- آلبا رورواکر (زادهٔ ۱۹۷۹)
- دینا رومانو (۱۸۸۸–۱۹۵۷)
- نیکولتا رومانوف (زادهٔ ۱۹۷۹)
- ایزابلا روسلینی (زادهٔ ۱۹۵۲)
- ایزابلا راگونزه (زادهٔ ۱۹۸۱)
- جووانا رالی (زادهٔ ۱۹۳۵)
- میکائلا رمتزوتی (زادهٔ ۱۹۷۹)
- فرانکا رامِ (۱۹۲۹–۲۰۱۳)
- لویزا رانیری (زادهٔ ۱۹۷۳)
- فدریکا رانکی (زادهٔ ۱۹۳۹)
- گالاتئا رانتسی (زادهٔ ۱۹۶۷)
- جوسی راسپانی داندالو (۱۹۱۶–۲۰۰۰)
- پینا رنتسی (۱۹۰۱–۱۹۸۴)
- فرانچسکا رتوندینی (زادهٔ ۱۹۶۸)
- کتیا ریتچارلی (زادهٔ ۱۹۴۶)
- ماریا ریپا دی مئانا (۱۹۴۱–۲۰۱۸)

## ز
- هالینا زالفسکا (۱۹۴۰–۱۹۷۶)
- کلاودیا زانلا (زادهٔ ۱۹۷۹)
- ماریا زانولی (۱۸۹۶–۱۹۷۷)
- النا زارسکی (۱۹۱۶–۱۹۹۹)
- نیه‌تا زوکی (۱۹۰۹–۱۹۸۱)
- لیا زوپلی (۱۹۲۰–۱۹۸۸)

## س
- النا سوفیا ریچی (زادهٔ ۱۹۶۲)
- لورلا سوکارینی (زادهٔ ۱۹۶۵)
- مارینا سوما (زادهٔ ۱۹۵۹)
- پائولا سناتوره (زادهٔ ۱۹۴۹)
- آدریانا سرا (۱۹۲۳–۱۹۹۵)
- ویرا سیلنتی (۱۹۳۱–۲۰۱۴)
- لیندا سینی (۱۹۲۴–۱۹۹۹)
- لورا سولاری (۱۹۱۳–۱۹۸۴)
- والریا سولارینو (زادهٔ ۱۹۷۹)
- الگا سولبلی (۱۸۹۸–۱۹۷۶)
- نینا سولدانو (زادهٔ ۱۹۶۳)
- ماریسا سولیناس (۱۹۳۹–۲۰۱۹)
- میرا سوروینو (زادهٔ ۱۹۶۷)
- والریا سابل (۱۹۲۸–۲۰۰۹)
- فابریتسیا ساکی (زادهٔ ۱۹۷۱)
- آنا سافرونیک (زادهٔ ۱۹۸۱)
- سابرینا سالرنو (زادهٔ ۱۹۶۸)
- یونه سالیناس (۱۹۱۸–۱۹۹۲)
- آماندا ساندرلی (زادهٔ ۱۹۶۴)
- استفانیا ساندرلی (زادهٔ ۱۹۴۶)
- آنا ماریا ساندری (زادهٔ ۱۹۳۶)
- مایا سانسا (زادهٔ ۱۹۷۵)
- ایوان سانسون (۱۹۲۵–۲۰۰۳)
- النا سانتارلی (زادهٔ ۱۹۸۱)
- ترزا ساپونانجلو (زادهٔ ۱۹۷۳)
- لوچا ساردو (زادهٔ ۱۹۵۲)
- دینا ساسولی (۱۹۲۰–۲۰۰۸)
- لینا ساستری (زادهٔ ۱۹۵۳)

## ش
- ارنا شورر (زادهٔ ۱۹۴۲)
- آنابلا شورا (زادهٔ ۱۹۶۰)

## ف
- النا فابریتسی (۱۹۱۵–۱۹۹۳)
- والریا فابریتسی (زادهٔ ۱۹۳۶)
- آنا فالکی (زادهٔ ۱۹۷۲) (متولدتامپره، فنلاند)
- تئا فالکو (زادهٔ ۱۹۸۶)
- فرانکا فالدینی (۱۹۳۱–۲۰۱۶)
- روسلا فالک (۱۹۲۶–۲۰۱۳)
- مانوئلا فالورنی (زادهٔ ۱۹۵۹)
- لئونورا فانی (زادهٔ ۱۹۵۴)
- گابریلا فارینون (زادهٔ ۱۹۴۱)
- آنیتا فارا (۱۹۰۵–۲۰۰۸)
- سارا فلبربام (زادهٔ ۱۹۸۰)
- مادالنا فلینی (۱۹۲۹–۲۰۰۴)
- ادویژ فنش (زادهٔ ۱۹۴۸)
- لوئیزا فریدا (۱۹۱۴–۱۹۴۵)
- سابرینا فریلی (زادهٔ ۱۹۶۴)
- ایزابلا فراری (زادهٔ ۱۹۶۴)
- آنا-ماریا فررو (۱۹۳۵–۲۰۱۸)
- ایرنه فری (زادهٔ ۱۹۷۲)
- یوله فیرو (۱۹۲۶–۱۹۸۸)
- کامیلیا فیلیپی (زادهٔ ۱۹۷۹)
- آنجلا فینوکیارو (زادهٔ ۱۹۵۵)
- دوناتلا فینوکیارو (زادهٔ ۱۹۷۰)
- النا فیوره (۱۹۲۸–۱۹۹۹)
- ماریا فیوره (۱۹۳۵–۲۰۰۴)
- اورتا فیومه (۱۹۱۹–۱۹۹۴)
- دایان فلری (زادهٔ ۱۹۸۳)
- آنا فولیه‌تا (زادهٔ ۱۹۷۹)
- یایا فورته (زادهٔ ۱۹۶۲)
- آنا فوژی (۱۸۹۴–۱۹۶۶)
- لیا فرانکا (۱۹۱۲–۱۹۸۸)
- رینا فرانکتی (۱۹۰۷–۲۰۱۰)
- ترزا فرانکینی (۱۸۷۷–۱۹۷۲)
- کیارا فرانچینی (زادهٔ ۱۹۷۹)
- ماریا گراتسیا فرانچا (۱۹۳۱–۲۰۲۱)
- کانی فرانسیس، (زادهٔ ۱۹۳۶) (خواننده پاپ ایتالیایی- آمریکایی، بازیگر)
- فولویا فرانکا (۱۹۳۱–۱۹۸۸)
- رزانا فراتلو (زادهٔ ۱۹۵۱)
- ماریا فرائو (زادهٔ ۱۹۳۰)
- مارگریتا فومرو (زادهٔ ۱۹۴۷)
- آنت فونیچلو (۱۹۴۲–۲۰۱۳)

## ک
- ایدا کارلونی تالی (۱۸۶۰–۱۹۴۰)
- کلارا کالامی (۱۹۰۹–۱۹۹۸)
- جولیانا کالاندرا (۱۹۳۶–۲۰۱۸)
- کارلا کالو (۱۹۲۶–۲۰۱۹)
- میراندا کامپا (۱۹۱۴–۱۹۸۹)
- ادی کامپانیولی (۱۹۳۴–۱۹۹۵)
- آنا کامپوری (۱۹۱۷–۲۰۱۸)
- جانا ماریا کاناله (۱۹۲۷–۲۰۰۹)
- الیزابتا کانالیس (زادهٔ ۱۹۷۸)
- لوردانا کاناتا (زادهٔ ۱۹۷۵)
- سیمونا کاپارینی (زادهٔ ۱۹۷۲)
- وندا کاپودالیو (۱۸۸۹–۱۹۸۰)
- کریستیانا کاپوتوندی (زادهٔ ۱۹۸۰)
- الگا کاپری (۱۸۸۳–۱۹۶۱)
- دبورا کاپریولیو (زادهٔ ۱۹۶۸)
- آنیتا کاپریولی (زادهٔ ۱۹۷۳)
- فلورا کارابلا (۱۹۲۶–۱۹۹۹)
- لیلی کاراتی (۱۹۵۶–۲۰۱۴)
- کلودیا کاردیناله (زادهٔ ۱۹۳۸) (متولد شده و بزرگ شده در شهر تونس، کشور تونس; در سن ۱۸ سالگی به ایتالیا آمده‌است)
- استفانیا کاردو (زادهٔ ۱۹۴۵)
- الیمپیا کارلیزی (زادهٔ ۱۹۴۶)
- میلی کارلوچی (زادهٔ ۱۹۵۴)
- نورینا ماچابلی (۱۸۸۰–۱۹۵۷)
- ورا کارمی (۱۹۱۴–۱۹۶۹)
- رافائلا کارا (۱۹۴۳–۲۰۲۱)
- کیارا کازلی (زادهٔ ۱۹۶۷)
- ماریا کازرینی (۱۸۸۴–۱۹۶۹)
- استفانیا کاسینی (زادهٔ ۱۹۴۸)
- نادیا کاسینی (زادهٔ ۱۹۴۹)
- کارلا کاسولا (۱۹۴۷–۲۰۲۲)
- لینا کاوالیری (۱۸۷۵–۱۹۴۴)
- سیمونا کاوالاری (زادهٔ ۱۹۷۱)
- اولیمپیا کاوالی (۱۹۳۰–۲۰۱۲)
- والریا کاوالی (زادهٔ ۱۹۵۹)
- الیزا کگانی (۱۹۱۱–۱۹۹۶)
- آلیدا کلی (۱۹۴۳–۲۰۱۲)
- آملیا کلینی (۱۸۸۰–۱۹۴۴)
- فرانچسکا کیلمی (زادهٔ ۱۹۸۵)
- سیلویا کوهن (زادهٔ ۱۹۵۹)
- جادا کولاگرانده (زادهٔ ۱۹۷۵)
- آدا کلانجلی (۱۹۱۳–۱۹۹۲)
- سیلویا کولوکا (زادهٔ ۱۹۷۷)
- لودوویکا کوملو (زادهٔ ۱۹۹۰)
- رزلا کومو (۱۹۳۹–۱۹۸۶)
- مارینا کونفالونه (زادهٔ ۱۹۵۱)
- ماریا پیا کنته (زادهٔ ۱۹۴۴)
- نلی کورادی (۱۹۱۴–۱۹۶۸)
- پائولا کورتلزی (زادهٔ ۱۹۷۳)
- والنتینا کورتزه (۱۹۲۳–۲۰۱۹)
- النا کوتا (زادهٔ ۱۹۳۱)
- کارولینا کرشنتینی (زادهٔ ۱۹۸۰)
- مادالنا کریپا (زادهٔ ۱۹۵۷)
- بریل کانینگهام (۱۹۴۶–۲۰۲۰)
- باربارا کوپیستی (زادهٔ ۱۹۶۲)
- لتیتسیا کوارانتا (۱۸۹۲–۱۹۷۷)
- لیدیا کوارانتا (۱۸۹۱–۱۹۲۸)
- پائولو کواترینی (زادهٔ ۱۹۴۴)
- آنا کاناکیس (زادهٔ ۱۹۶۲)
- کلاویا کل (زادهٔ ۱۹۶۵)
- سیلوا کوشچینا (۱۹۳۳–۱۹۹۴) (بازیگر اهل کرواسی که به‌طور عمده در ایتالیا فعالیت می‌کرد)

## گ
- ماریا گراتزیا بوچلا (زادهٔ ۱۹۴۰)
- ماریا گراتسیا اسپینا (زادهٔ ۱۹۳۶)
- شیلا گابل (زادهٔ ۱۹۳۸)
- آنا گالینا (زادهٔ ۱۹۵۴)
- الی گالیانی (زادهٔ ۱۹۵۳)
- جووانا گالتی (۱۹۱۶–۱۹۹۲)
- ایدا گالی (زادهٔ ۱۹۴۲)
- پینا گالینی (۱۸۸۸–۱۹۷۴)
- ایرنه گالتر (۱۹۳۱–۲۰۱۸)
- کریستینا گایونی (زادهٔ ۱۹۴۰)
- دینا گالی (۱۸۷۷–۱۹۵۱)
- دادا گالوتی (زادهٔ ۱۹۳۵)
- ماریا گراتزیا کوچینوتا (زادهٔ ۱۹۶۸)
- گراتسیلا گالوانی (۱۹۳۱–۲۰۲۲)
- لیزا گاستونی (زادهٔ ۱۹۳۵)
- دانا گیا (زادهٔ ۱۹۳۲)
- لدا گلوریا (۱۹۰۸–۱۹۹۷)
- لورتا گوجی (زادهٔ ۱۹۵۰)
- والریا گولینو (زادهٔ ۱۹۶۵)
- آنجلا گودوین (۱۹۲۵–۲۰۱۶)
- لائورا گره (۱۹۱۸–۱۹۵۷)
- گورلا گری (۱۹۰۰–۱۹۶۳)
- اما گراماتیکا (۱۸۷۴–۱۹۶۵)
- ایرما گراماتیکا (۱۸۷۰–۱۹۶۲)
- گراتزیلا گراناتا (زادهٔ ۱۹۴۱)
- سرنا گراندی (زادهٔ ۱۹۵۸)
- کارلا گراوینا (زادهٔ ۱۹۴۱)
- دوریان گری (۱۹۲۸–۲۰۱۱)
- خوزه گرچی (۱۹۴۱–۲۰۱۷)
- کوستا گرکو (۱۹۳۰–۲۰۰۲)
- ایوا گریمالدی (زادهٔ ۱۹۶۱)
- نیکول گریمائودو (زادهٔ ۱۹۸۰)
- بیانکا گواچرو (زادهٔ ۱۹۸۱)
- لورنتسا گوئریه‌ری (زادهٔ ۱۹۴۴)
- مونیکا گوئریتوره (زادهٔ ۱۹۵۸)
- گلوریا گوئیدا (زادهٔ ۱۹۵۵)
- واندیسا گوئیدا (زادهٔ ۱۹۳۵)
- سابینا گوتسانتی (زادهٔ ۱۹۶۳)
- مارگریتا گوتسیناتی (۱۹۴۰–۱۹۹۷)

## ل
- نائیس لاگو (۱۹۱۴–?)
- تینا لاتانتسی (۱۸۹۷–۱۹۹۷)
- روزابل لورنتی سلرز (زادهٔ ۱۹۹۶)
- ماریسا لاوریتو (زادهٔ ۱۹۵۱)
- لوکرتسیا لانته دلا رووره (زادهٔ ۱۹۶۶)
- لیچینیا لنتینی (زادهٔ ۱۹۵۹)
- چینتسیا لئونه (زادهٔ ۱۹۵۹)
- میریام لئونه (زادهٔ ۱۹۸۵)
- ویرنا لیزی (۱۹۳۶–۲۰۱۴)
- آنتونیا لیسکووا (زادهٔ ۱۹۷۷)
- الوی لیسیاک (۱۹۲۹–۱۹۹۶)
- لوچانا لیتیتستو (زادهٔ ۱۹۶۴)
- باربارا لیوی (زادهٔ ۱۹۷۳)
- تیتسیانا لوداتو (زادهٔ ۱۹۷۶)
- والنتینا لودووینی (زادهٔ ۱۹۷۸)
- جولیانا لویودیچه (زادهٔ ۱۹۴۰)
- جینا لولوبریجیدا (زادهٔ ۱۹۲۷)
- مالیسا لونگو (زادهٔ ۱۹۵۰)
- سوفیا لورن (زادهٔ ۱۹۳۴)
- ماریه‌لا لوتی (۱۹۱۹–۲۰۰۴)
- آنتونلا لوالدی (زادهٔ ۱۹۳۱) (متولد بیروت، لبنان)
- آنجلا لوچه (زادهٔ ۱۹۳۸)

## م
- نیکولتا ماکیاولی (۱۹۴۴–۲۰۱۵)
- بئاتریچه ماکولا (۱۹۶۵–۲۰۰۱)
- مارگارات ماده (زادهٔ ۱۹۸۲)
- آنا مائستری (۱۹۲۴–۱۹۸۸)
- پوپلا ماجو (۱۹۱۰–۱۹۹۹)
- رزالینا ماجو (۱۹۲۱–۱۹۹۵)
- لیچا مالیتا (زادهٔ ۱۹۵۴)
- آنا مانیانی (۱۹۰۸–۱۹۷۳)
- اوا مگنی (۱۹۰۹–۲۰۰۵)
- باربارا مانیولفی (زادهٔ ۱۹۵۵)
- الیسا مایناردی (۱۹۳۰–۲۰۱۶)
- مارینا مالفاتی (۱۹۳۳–۲۰۱۶)
- اوی مالتایاتی (۱۹۰۸–۱۹۸۶)
- فولویا مامی (۱۹۲۷–۲۰۰۶)
- بتریچه مانچینی (۱۹۱۷–۱۹۸۷)
- سیلوانا مانگانو (۱۹۳۰–۱۹۸۹)
- ترزا مانینو (زادهٔ ۱۹۷۰)
- سیمونا مارکینی (زادهٔ ۱۹۴۱)
- آلسیا مارکوتسی (زادهٔ ۱۹۷۲)
- لینا مارنگو (۱۹۱۱–۱۹۸۷)
- فیورلا ماری (زادهٔ ۱۹۲۸)
- والریا مارینی (زادهٔ ۱۹۶۷)
- السا مارتینلی (۱۹۳۵–۲۰۱۷)
- روسانا مارتینی (۱۹۲۶–۱۹۸۸)
- سوزانا مارتینکووا (زادهٔ ۱۹۴۶)
- آلساندرا مارتینس (زادهٔ ۱۹۶۳)
- فرانکو مارتزی (۱۹۲۶–۱۹۸۹)
- لائورتا مازیه‌رو (۱۹۲۷–۲۰۱۰)
- جولیتا ماسینا (۱۹۲۱–۱۹۹۴)
- لئا ماساری (زادهٔ ۱۹۳۳)
- مارینا ماسیرونی (زادهٔ ۱۹۶۳)
- مری الیزابت ماسترانتونیو (زادهٔ ۱۹۵۸)
- آلساندرا ماستروناردی (زادهٔ ۱۹۸۶)
- سلیا ماتانیا (۱۹۱۸–۱۹۸۱)
- دزدمونا مازا (۱۹۰۱-?)
- رزی ماتساکوراتی (زادهٔ ۱۹۳۸)
- آنا ماتزامائورو (زادهٔ ۱۹۳۸)
- مارگارت مازانتینی (زادهٔ ۱۹۶۱) (متولد دوبلین، ایرلند)
- رز مک‌گوآن (زادهٔ ۱۹۷۳) (بازیگر آمریکایی متولد فلورانس، ایتالیا)
- میتا مدیچی (زادهٔ ۱۹۵۰)
- آنا ملاتو (زادهٔ ۱۹۵۲)
- ماری‌آنجلا ملاتو (۱۹۴۱–۲۰۱۳)
- السا مرلینی (۱۹۰۳–۱۹۸۳)
- ماریا مرکاده (۱۹۱۸–۲۰۱۱)
- السا مرلینی (۱۹۰۳–۱۹۸۳)
- ماریزا مرلینی (۱۹۲۳–۲۰۰۸)
- جوانا متزوجورنو (زادهٔ ۱۹۷۴)
- مارچلا میکلانجلی (زادهٔ ۱۹۴۳)
- جولیا میکلینی (زادهٔ ۱۹۸۵)
- ماریا میکی (۱۹۲۱–۱۹۸۰)
- آلیسا میلانو (زادهٔ ۱۹۷۲)
- آنا ماریا گراردی (۱۹۳۹–۲۰۱۴)
- والریا میلیلو (زادهٔ ۱۹۶۶)
- گلوریا میلاند (۱۹۴۰–۱۹۸۹)
- میلی (هنرپیشه) (۱۹۰۵–۱۹۸۰)
- ساندرا میلو (زادهٔ ۱۹۳۳)
- میلوا (۱۹۳۹–۲۰۲۱)
- مینی مینوپریو (زادهٔ ۱۹۴۲)
- ایسا میراندا (۱۹۰۵–۱۹۸۲)
- میکلا میتی (زادهٔ ۱۹۶۳)
- جورجا مول (زادهٔ ۱۹۳۸)
- ساندرا موندیانی (۱۹۳۱–۲۰۱۰)
- رومینا موندلو (زادهٔ ۱۹۷۴)
- چینزیا مونرئاله (زادهٔ ۱۹۵۷)
- نرینا مونتانیانی (۱۸۹۷–۱۹۹۳)
- لیلیان مونته‌وکی (۱۹۳۲–۲۰۱۸) (بازیگر فرانسوی-ایتالیایی)
- ایوانا مونتی (زادهٔ ۱۹۴۷)
- ماریا مونتی (زادهٔ ۱۹۳۵)
- سیلویا مونتی (زادهٔ ۱۹۴۶)
- لائورا مورانته (زادهٔ ۱۹۵۶)
- آنا کاترینا موراریو (زادهٔ ۱۹۸۰)
- رینا مورلی (۱۹۰۸–۱۹۷۶)
- کلاودیا موری (زادهٔ ۱۹۴۴)
- والریا موریکونی (۱۹۳۱–۲۰۰۵)
- یونه مورینو (۱۸۹۶–۱۹۷۸)
- فدریکا مورو (زادهٔ ۱۹۶۵)
- کاترینا مورینو (زادهٔ ۱۹۷۷)
- الساندرا موسولینی (زادهٔ ۱۹۶۲)
- اورنلا موتی (زادهٔ ۱۹۵۵)

## ن
- آنیزه نانو (زادهٔ ۱۹۶۵)
- والنتینا ناپی (زادهٔ ۱۹۹۰)
- کارلوتا ناتولی (زادهٔ ۱۹۷۱)
- کریستا نل (۱۹۴۶–۱۹۷۵) (بازیگر اتریشی که به‌طور عمده در ایتالیا فعالیت داشت)
- فرانچسکا نری (زادهٔ ۱۹۶۴)
- روزالبا نری (زادهٔ ۱۹۳۹)
- داریا نیکولودی (۱۹۵۰–۲۰۲۰)
- آوه نینکی (۱۹۱۴–۱۹۹۷)
- آسیا نوریس (۱۹۱۲–۱۹۹۸)
- لارا نوچی (۱۹۱۳–۱۹۹۴)

## و
- الگا ویتوریا جنتیلی (۱۸۸۸–۱۹۵۷)
- ماریلا والنتینی (زادهٔ ۱۹۵۹)
- فرانکا والری (۱۹۲۰–۲۰۲۰)
- والریا والری (۱۹۲۱–۲۰۱۹)
- آنا واله (زادهٔ ۱۹۷۵)
- آلیدا والی (۱۹۲۱–۲۰۰۶)
- الئونورا والونه (زادهٔ ۱۹۵۵)
- بیچه والوری (۱۹۲۷–۱۹۸۰)
- وانا وانی (۱۹۱۵–۱۹۹۸)
- النا وارتسی (۱۹۲۶–۲۰۱۴)
- مارا ونیر (زادهٔ ۱۹۵۰)
- لیندا وراس (زادهٔ ۱۹۳۹)
- ماریزا ورناتی (۱۹۲۰–۱۹۸۸)
- کاترینا ورتووا (زادهٔ ۱۹۶۰)
- کارمن ویلانی (زادهٔ ۱۹۴۴)
- اولگا ویلی (۱۹۲۲–۱۹۸۹)
- پاملا ویلورسی (زادهٔ ۱۹۵۷)
- میلی ویتاله (۱۹۳۳–۲۰۰۶)
- مونیکا ویتی (۱۹۳۱–۲۰۲۲)
- سونیا ویویانی (زادهٔ ۱۹۵۸)
- لینا ولونگی (۱۹۱۴–۱۹۹۱)
- میلنا ووکوتیک (زادهٔ ۱۹۳۵)
- پاتریتسیا وبلی (زادهٔ ۱۹۵۰)
- جورجیا ورث (زادهٔ ۱۹۸۱)

## ه
- ناتاشا هووی (زادهٔ ۱۹۶۷) (متولد بیروت)

## ی
- سیلوانا یاکینو (۱۹۱۶–۲۰۰۴)